# مستقبل أيونوتروبي
المستقبلات الأيونوتروبية (ionotropic receptors) هي مجموعة من بروتينات القنوات الأيونية العابرة للغشاء والتي تتحكم بمرور أيونات عبر الغشاء الخلوي وذلك نتيجة للارتباط مع ربيطة كيميائية محددة؛ ومن هنا يأتي الاسم باللغة الإنجليزية: Ligand-gated ion channel.

## التأثير المؤثر على التقلص العضلي
التأثير المؤثر على التقلص العضلي (Ionotropic effect) هو نوع خاص من التأثيرات الهرمونية على أهدافها. حيث يقوم الهرمون بتنشيط أو بتثبيط المستقبلات الخاصة بالتقلص العضلي (القنوات الأيونية ذات المتراكبات أو الليجندات المعزولة). وقد يكون هذا التأثير إيجابياً أو سلبياً اعتماداً على ما إذا كان التأثير متمثلاً في إزالة الاستقطاب أو فرط الاستقطاب على التوالي.

## أمثلة
النورأدرينالين (أو : نورإبينفرين) له تأثير إيجابي على العضلات المتمثلة في عضلة القلب، وذلك عندما يرتبط بالمستقبلات بيتا- 1 - الأدرينالية على هذا النسيج. وتكون النتيجة هي الزيادة في كمية الدم التي يضخها القلب.